# Cathedra Petri (Kunstwerk)

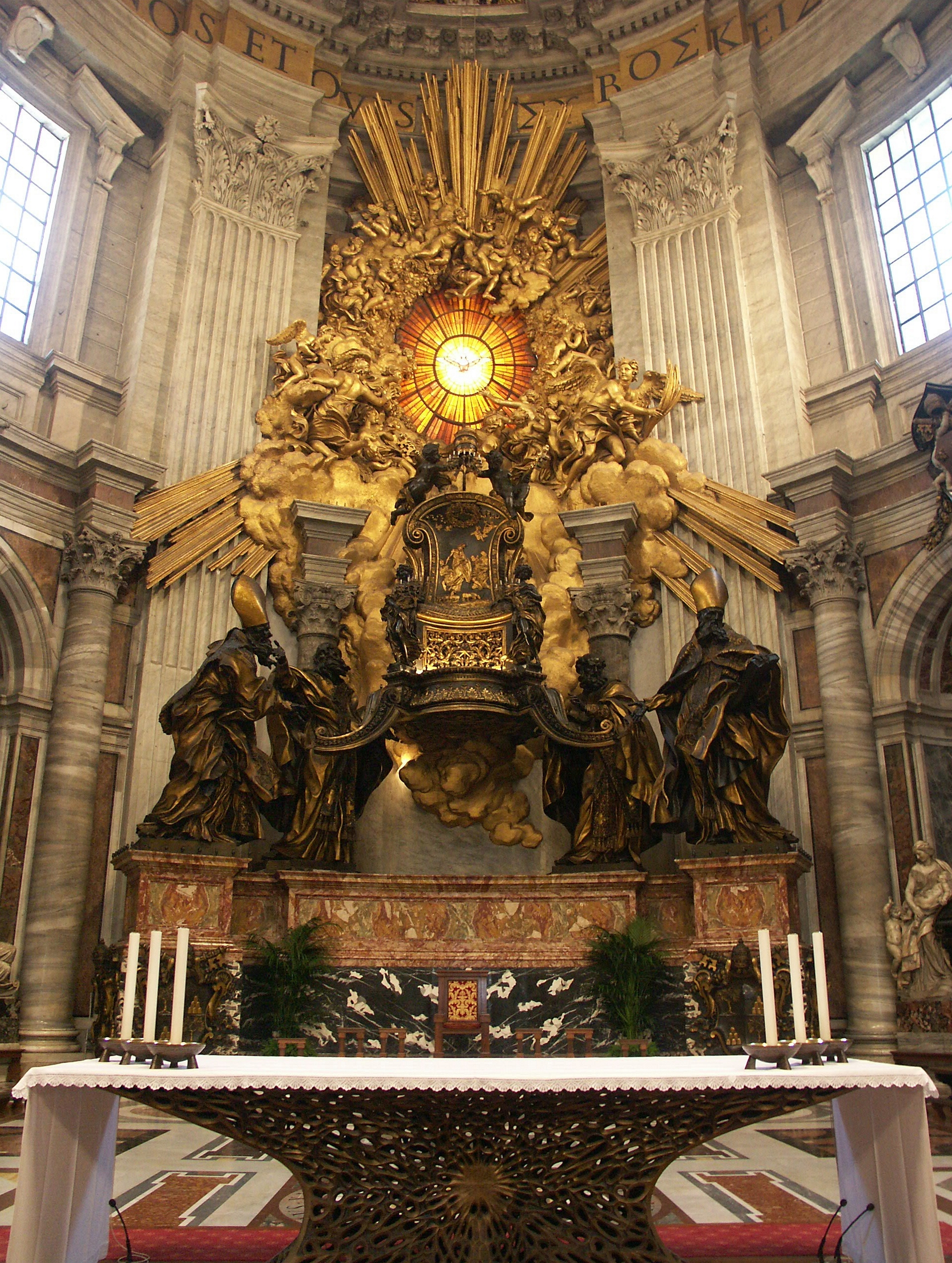
Cathedra Petri

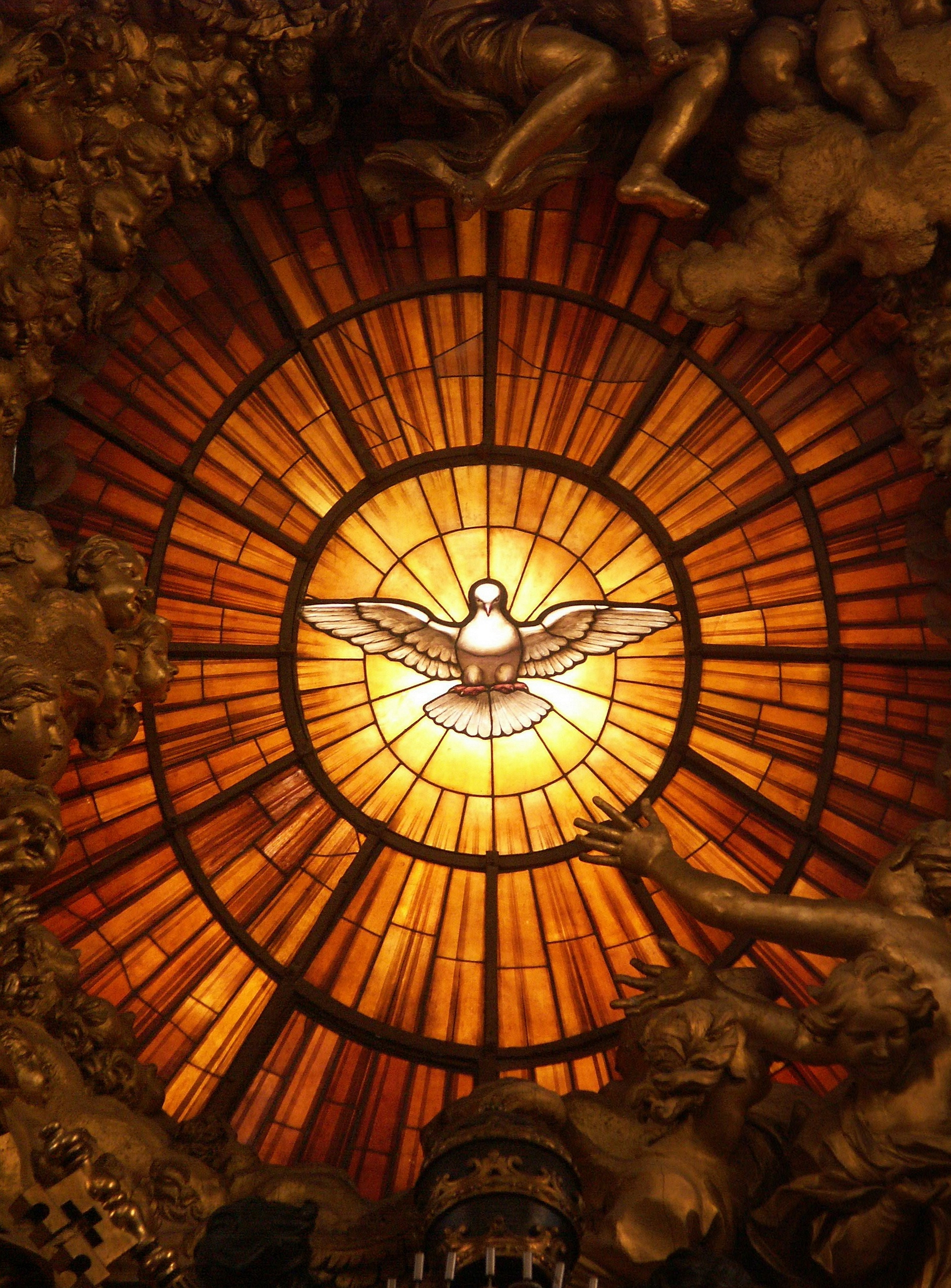
Die Taube als Symbol des Hl. Geistes

Cathedra Petri heißt eine stilisierte überlebensgroße Thron-Nachbildung innerhalb einer mehrteiligen Dekoration vor dem mittleren Wandabschnitt der Haupt-Apsis des Petersdoms in Rom. Sie wurde 1657 bis 1666 von Gian Lorenzo Bernini im Auftrag von Alexander VII. (Regierungszeit: 1655–1667) geschaffen.

## Funktion
Die Cathedra Petri im Petersdom ist von ihrer Funktion her ein Reliquiar, ein Bronzemantel für den darin eingeschlossenen  Holzstuhl, der mit Elfenbeintafeln verziert ist und der der Tradition nach der Lehrstuhl von Simon Petrus gewesen sein soll. Wissenschaftliche Untersuchungen haben allerdings ergeben, dass es sich bei dem Holzstuhl wahrscheinlich um einen für die Krönung Karls des Kahlen angefertigten Stuhl aus dem 9. Jahrhundert n. Chr. handelt. Dieser wurde dann nach der Krönungsfeier dem Papst oder der Peterskirche geschenkt. Die liturgische Kathedra Petri, d. h. der Bischofsstuhl des Bischofs von Rom, befindet sich in der römischen Kathedrale, der Lateranbasilika.

## Gestaltung
Die von Bernini gestaltete Cathedra Petri ist ein riesiges Gesamtkunstwerk im Stil des Barock, in dessen Zentrum sich der Thron selbst befindet. Über dem Thron scheint der Himmel geöffnet: In der Mitte erscheint eine Taube im Strahlenkranz als Symbol des Heiligen Geistes, gestaltet als Glasmalerei in einem ovalen, weiß-gelblichen Apsisfenster aus Alabaster. Der gesamte obere Teil des Kunstwerkes ist vergoldet. Gold symbolisiert das Göttliche. Von der Erscheinung des Heiligen Geistes gehen Bündel von Lichtstrahlen aus und Wolken, auf denen Engelschöre aus Stuck oder Bronze zu sehen sind. 
Der Thron scheint auf den Wolken aus der himmlischen Sphäre herabzuschweben. Vier überlebensgroße Bronzefiguren greifen in seitliche Schlaufen, die an den geschweiften Beinen des Thrones befestigt sind, und halten ihn auf diese Weise in der Schwebe. Sie stellen vier Kirchenväter dar, zwei aus dem griechischen Osten (Johannes Chrysostomos und Athanasius) und zwei aus dem lateinischen Westen (Augustinus und Ambrosius). Der Thron selbst ist mit Reliefs verziert. Diese zeigen die neutestamentlichen Motive: Weide meine Schafe; Christus übergibt Petrus die Schlüssel zum Himmelreich; und Christus wäscht die Füße seiner Jünger.

## Antiochia und Venedig
Nach kirchlicher Überlieferung war Petrus vor Rom auch erster Bischof der Christengemeinde von Antiochia. Die Kathedra, die er dort innegehabt haben soll, wird heute in San Pietro di Castello, der ehemaligen Patriarchalkirche von Venedig, gezeigt. Sie soll ein Geschenk des Kaisers Michael III. an das damals noch unter byzantinischer Oberhoheit stehende Venedig gewesen sein und stärkte dieses in seinem Selbstbewusstsein gegenüber den Päpsten und in seinem Anspruch auf das Patriarchat von Aquileja. Deutlich sichtbare arabische Schriftzeichen weisen diesen Thronsitz allerdings als zwar orientalisch, aber keinesfalls urchristlich aus.